# بلپوشتا
بلپوشتا (بلاروسی: Белпошта) شرکت لجستیک بلاروس است، که در سال ۱۹۹۵ تأسیس شد.